# My Fornacis
My Fornacis (μ Foracis, förkortat My For, μ For) som är stjärnans Bayerbeteckning, är en ensam stjärna belägen i den västra delen av stjärnbilden Ugnen. Den har en skenbar magnitud på 5,27 och är synlig för blotta ögat där ljusföroreningar ej förekommer. Baserat på parallaxmätning inom Hipparcosuppdraget på ca 10,2 mas, beräknas den befinna sig på ett avstånd på ca 320 ljusår (ca 98 parsek) från solen. 

## Egenskaper
My Fornacis är en blå till vit stjärna i huvudserien av spektralklass A0 V.. Den har en massa som är ca 3 gånger större än solens massa, en radie som är ca 2,5 gånger större än solens och utsänder från dess fotosfär ca 69 gånger mera energi än solen vid en effektiv temperatur av ca 11 700 K.
My Fornacis är en Be-stjärna som visar "central quasi emission" (CQE)-stötar i sitt spektrum på grund av omgivande material. Den verkar avge ett överskott av infraröd strålning med en våglängd på 22 μm, vilket kan bero på en omkretsande stoftskiva.